# Storno-ház

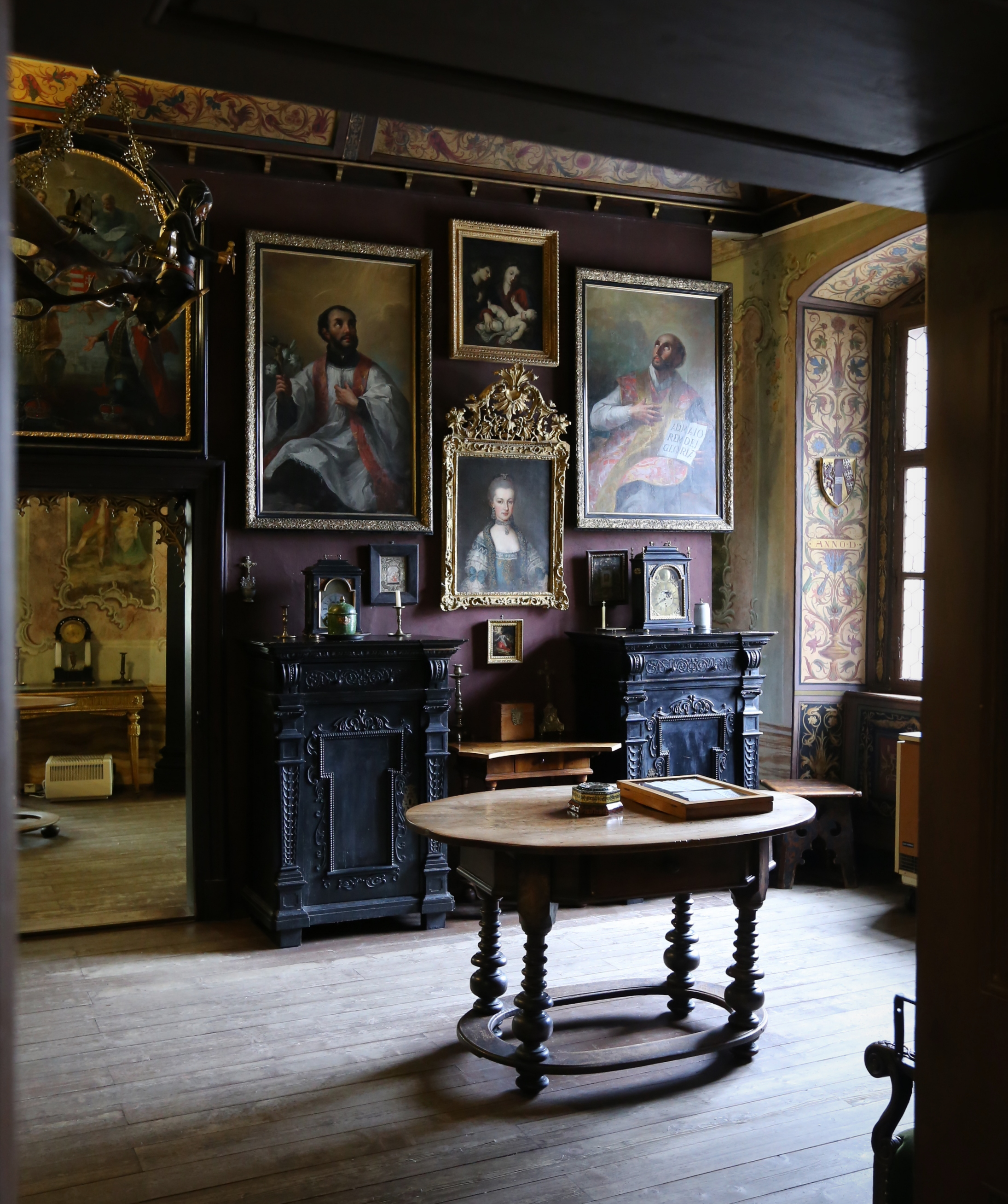
Stornó ház szobái

A Storno-ház palotaszerű barokk sarokház Sopron belvárosában, a Fő tér egyik ékessége. A 15. században a Haberleiter családé volt, és ők 1482–83 telén vendégül látták Mátyás királyt is, midőn Bécset ostromolta. A 18. században a Festetics család birtokába került, ekkor (1720-ban) nyerte el végleges formáját.
A Bajorországból áttelepült id. Storno Ferenc 1882-ben vásárolta meg az épületet az Isépy-családtól, ahol vendégként 1840-ben és 1881-ben Liszt Ferenc is adott hangversenyt. A ház jellegzetessége a kétemeletes, gazdag díszítésű, kerek, zárt sarokerkély, a Festetics-címerrel díszített, toszkán féloszlopokkal közrefogott, kosáríves kapu és a remekmívű pelikános kopogtató.
Id. Storno Ferenc festőként és restaurátorként alkotott jelentőset. Munkája során számos, pusztulásra ítélt műemléket mentett meg: ezek váltak a híres gyűjteményének alapjává.
A Storno-házban működött hajdanán a Fekete Elefánt Gyógyszertár; ennek anyagát a Fehér Angyal Patikamúzeumba helyezték át.
Lakott itt Liszt Ferenc is.
A házban ma a Soproni Múzeum központja van két állandó kiállítással (helytörténeti gyűjtemény, Storno-gyűjtemény).